# بنكرياس صناعي

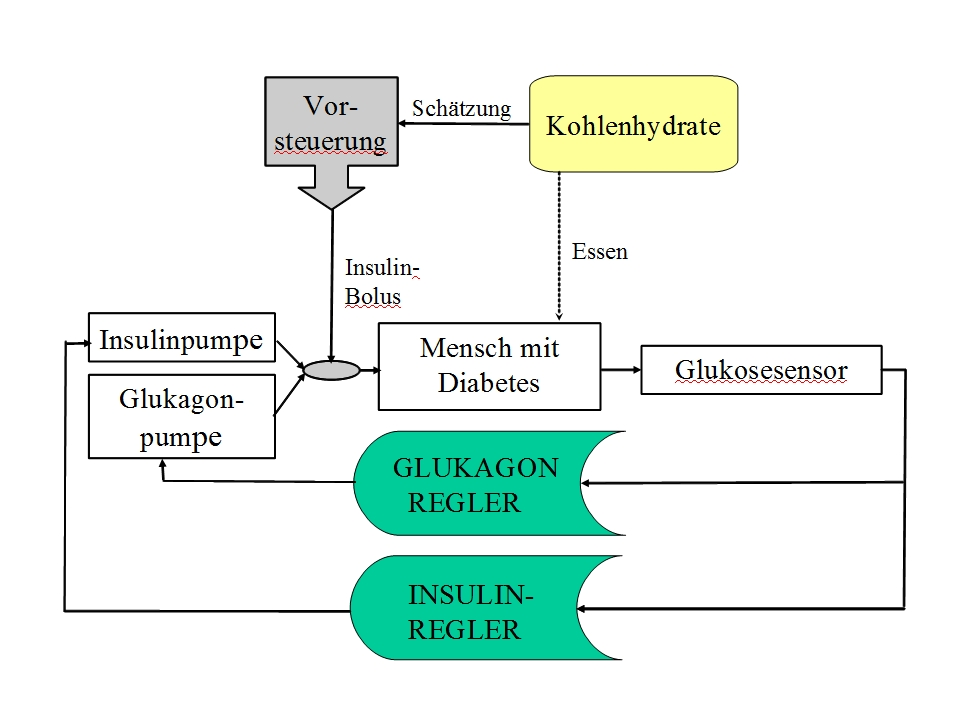

البنكرياس الاصطناعي جهاز صنعي صمم لتحرير الأنسولين استجابة للتغيرات في مستوى السكر في الدم بطريقة مشابهة لعمل البنكرياس البشري. واقترب البنكرياس الاصطناعي حالياً من مرحلة التوفر للتسويق كعلاج يجمع بين تكنولوجيا مضخة الأنسولين مع مراقبة الغلوكوز بشكل مستمر.
تطور جامعة كامبريدج حالياً أحد المشاريع البنكرياس الاصطناعي الرائدة، وتدرس أجهزة البنكرياس الاصطناعية كخيار علاجي ممكن للأشخاص الذين يعانون من مرض السكري من النوع الأول والنوع الثاني

## ما هو البنكرياس الاصطناعي
هناك أساليب أخرى لتطوير البنكرياس الاصطناعي ولكن النهج الأكثر اختبارا على نطاق واسع هو “الحلقة المغلقة لإيصال الأنسولين المنتظم”، ويسمى أيضاً البنكرياس الاصطناعي ذو الحلقة المغلقة. وتتكون البنكرياس الاصطناعي التي يجري تطويرها من قبل جامعة كامبريدج من مضخة الأنسولين خارجية تتواصل لاسلكياً مع جهاز قياس مستمر خارجي للغلوكوزعلى شكل رقعة جلدية.
وهنالك منافس قوي آخر لهذا الجهاز هو جهاز إيصال أنسولين مزروع داخل الجسم، يتضمن هلاماً يستجيب للتغيرات في مستويات السكر في الدم، ففي المستويات العالية لغلوكوز الدم، يسمح الهلام بمعدل تحرر أعلى للأنسولين وفي المستويات الأخفض للسكر يقلل الهلام من كمية الأنسولين المحررة، ويتم تطوير البنكرياس الاصطناعي المزروع من قبل باحثين من جامعة دي مونتفورت.
بنكرياس اصطناعي اخر تم طرح فكرته في جامعة كالفورنيا يعتمد على كيس أو جراب يحتوي ثقوب متناهية الصغر بالإضافة إلى مفاعل حيوي يحتوي على خلايا بنكرياسية مفرزة للأنسولين ويختلف عمله عن عمل البنكرياس الصناعي السابق، إذ ما يزال فكرة غير مطبقة عمليا.

### وظيفة الكيس المثقب
يمنع هذا الكيس مهاجمة الخلايا المناعية للخلايا البنكرياسية المنتجة للأنسولين، وبالتالي تجنب رد الفعل المناعي الذي يحدث في حالات زراعة الأعضاء، وبنفس الوقت يسمح هذا الكيس للأوكسجين والسكر بالوصول إلى تلك الخلايا.

#### وظيفة المفاعل الحيوي
إحدى عقبات التي واجهها المطورون في الحل السابق هو عمل الكيس المثقب الشبه ناقل على مبدأ الانتشار، فالمواد الغذائية وأي مواد أخرى سوف تنتشر من التراكيز العالية إلى التراكيز المنخفضة، وبالتالي خلق توزيع متساوي، مما يسبب خروج الأنسولين المنتج من الخلايا المزروعة خارج الكيس المثقب (مثل خروج الشاي من ظرف الشاي عند وضعه في كأس من الماء الساخن).
مما تطلب صنع مفاعل حيوي يعمل بمبدأ الضغط، والقلب هو المضخة (المسبب للضغط)، مما يؤدي إلى إبقاء الخلايا المزروعة على قيد الحياة لفترة أطول من خلال إجبار العناصر الغذائية الموجودة في الكيس المثقب الشبه ناقل على استخدام ضغط الدم.

## عمل البنكرياس الصناعي
يراقب مقياس الغلوكوز مستويات السكر في دم الشخص ويتم إيصال النتائج إلى جهاز كمبيوتر صغير يحسب مقدار الأنسولين (إن لزم) المطلوب إيصالها بواسطة مضخة الأنسولين التي توفر الجرعة في الجسم، وبالتالي تستكمل الدورة.

## عمل البنكرياس الصناعي المزروع
البنكرياس الاصطناعي المزروع الذي يتم تطويره في جامعة دي مونتفورت أصغر من كف اليد ويزرع عن طريق الجراحة في الجسم، ويستخدم هذا النظام هلاماً له خاصية الاستجابة الحيوية bioresponsive يسمح للجهاز بتحرير كمية أكثر أو أقل من الأنسولين.
يتم تحرير الأنسولين في الصفاق غشاء مصلي بطني، وهو الغشاء الذي يغلف تجويف البطن، ما يسمح بمرور الأنسولين بسرعة إلى مجرى الدم أكثر من سرعة إيصال الأنسولين بإعطائه تحت الجلد مباشرة. ويتم إعادة تعبئة الجهاز المزروع بالأنسولين بشكل منتظم.

## البنكرياس الاصطناعي واقعاً علاجياً
طور جهاز البنكرياس الاصطناعي ذو الحلقة المغلقة في جامعة كامبريدج، وتم اختباره على البشر في ظروف خاضعة للرقابة وفي ظروف المنزل. وأظهرت الدراسات أن جهاز البنكرياس الاصطناعي استطاع زيادة فترة بقاء مستوى السكر في الدم ضمن المستوى الصحيح بنسبة 22٪ .

## الحصول على البنكرياس الاصطناعي
لا يزال اختبار الجهاز يجري من أجل السلامة والفعالية، واعتبارا من عام 2014 تم الانتهاء من التجارب في البيئة المنزلية للجهاز عند عدد قليل من المشاركين.